# Vedische tijd
De vedische tijd is de periode in de geschiedenis van Zuid-Azië waarin de Veda's ontstonden. De Veda's werden aanvankelijk mondeling overgedragen door de barden en priesters van stammen die aan het begin van de vedische periode het noordwesten van het Indisch subcontinent bewoonden en vedisch Sanskriet, een Indo-Arische taal, spraken. Hun cultuur kenmerkte zich door een sterk belang van offerrituelen, een duidelijke sociale hiërarchie binnen de stam en het gebruik van het Sanskriet in riten.
De Veda's vormen zowel de belangrijkste bronnen over de Indo-Ariërs als hun grootste culturele verrichting en hebben tot op heden grote invloed op de religie en cultuur van India. Hoewel het lastig is historische feiten van mythologie te scheiden, geven de teksten een duidelijk beeld van de vedische maatschappij en ontwikkelingen. De Indo-Ariërs waren mogelijk semi-nomadische veehouders die door het bezit van paarden en strijdwagens een militair overwicht op de oorspronkelijke bevolking hadden. De Veda's geven de indruk van conflicten om vee, zowel tussen Indo-Arische stammen onderling als met anderen. In deze Samhitaperiode lag de nadruk op de deva's of goden waaraan lofverzen werden opgedragen uit de Samhita's, de oudste delen uit de Veda's. De drie doelen van het vedische leven (trivarga) waren dharma (normen), artha (rijkdom) en kama (plezier).
Rond 1000 v.Chr. vestigden de Indo-Ariërs zich in vaste nederzettingen om landbouw te bedrijven en zo vond een overgang plaats van een semi-nomadische krijgerssamenleving naar een agrarische samenleving. De focus verschoof van de Samhita's naar de Brahmana's met de brahmanistische rituele offers (yajna's) waarmee de goden in toom gehouden konden worden. Daarmee verkregen de brahmana's meer macht ten opzichte van de kshattriya's, de krijgers en heersers, overigens zonder wereldlijke macht naar zich toe te trekken. In deze periode ontwikkelde zich het Indische kastenstelsel.
De vedische cultuur verspreidde zich in deze periode verder oostwaarts over de Gangesvlakte en zuidwaarts naar Malwa en Gujarat. Met name in de Gangesvlakte ontstonden steden, waar omheen in de latere vedische periode rond 700-500 v.Chr. de eerste proto-staatjes ontstonden, de janapada's. Deze overgang van een landbouwsamenleving naar een meer stedelijke samenleving ging gepaard met sociale en religieuze veranderingen. De brahmanen konden hier maar een beperkt antwoord op vinden. Zo ontstond een mystieke tegenbeweging van wereldverzaking op zoek naar het innerlijk en de verlossing van deze cyclus. Dat betekende overigens niet dat er sprake was van een volledige overgang. Buiten de stedelijke gebieden waar de nieuwe onzekerheden geen rol speelden, bleef er behoefte aan de oude vormen. Dit kon spanningen veroorzaken tussen de stedelijke elite en de landelijke bevolking. Zo ontstonden de meer filosofisch getinte Upanishads. Vanaf deze tijd waren samsara, karma en moksa centrale begrippen in de Indische filosofie en religie. De uitbreiding van de doelen van het leven met moksa maakte van de trivarga de caturvarga of purusartha. Bestudering van de Veda's leidde tot het ontstaan van de Indische filosofie en de antieke Indische wetenschap.
Gedurende de klassieke periode groeide de kritiek tegen de geheime rituelen met de offers en werden de Veda's verworpen door sceptische, maar vooral materialistische bewegingen. Dit werden de nee-zeggers of nastika's, charvaka, het boeddhisme en het jaïnisme. Dit alles had een brahmanistische tegenreactie tot gevolg waarbij de kritiek van de nastika's gepareerd werd door de astika's, de zes darsana's, nyaya, vaisheshika, samkhya, yoga, mimamsa en vedanta, waarmee dit een rijke filosofische periode was.

## Inleiding

### Bevolkingssamenstelling
De bevolkingssamenstelling van India is een controversieel onderwerp. Allereerst beïnvloedde koloniaal racisme de geschiedschrijving door westerse wetenschappers die uitgingen van de westerse superioriteit en uiteindelijk werd het onderwerp zelfs gekaapt door het nationaalsocialisme. Het heeft ook een politieke dimensie in India onder invloed van het hindoenationalisme die uitgaat van inheemse Ariërs, de out-of-India-theorie.
De samenstellers van de Rigveda noemden zichzelf arya, wat op verwantschap duidt, maar ook een culturele en religieuze betekenis heeft en wel als nobele of edele is vertaald. Nadat westerse wetenschappers aan het einde van de achttiende eeuw het Sanskriet ontdekten, werd deze taal naar arya als Indo-Arische taal benoemd en de sprekers als Indo-Ariërs. Het begon dus als taalkundige term, maar zou dat niet blijven.
De overeenkomsten tussen Sanskriet en Europese talen werden onderzocht met de vergelijkende methode waarmee duidelijk werd dat er een overkoepelende taalfamilie was, het Indo-Europees. Gedacht werd dat deze talen een oorspronkelijke moedertaal hadden, wat het Proto-Indo-Europees (PIE) moest zijn. Gedacht werd dat er dan een gebied moest zijn waar dit PIE was ontstaan. Deze Urheimat, het Proto-Indo-Europees thuisland, werd aanvankelijk mede op basis van de Veda's gezocht in India en op basis van de Vendidad in Iran. Al snel volgden tientallen hypotheses die het thuisland in verschillende gebieden in Azië en Europa zochten.
Hoewel het een prehistorisch onderwerp was, duurde het een eeuw voordat ook de archeologie betrokken werd bij de zoektocht naar het thuisland van PIE. Karl Penka kwam in 1883 tot de Scandinavische hypothese. Het gebruik van archeologie maakte niet dat het zoekgebied kleiner werd en zo waren anderhalve eeuw na het begin van de zoektocht Zuid-India, Centraal-India, Noord-India, Tibet, Bactrië, Iran, de Aralzee, de Kaspische Zee, de Zwarte Zee, Litouwen, de Kaukasus, de Oeral, het Wolgagebergte, Zuid-Rusland, de steppen van Centraal-Azië, Klein-Azië, Anatolië, Scandinavië, Finland, Zweden, de Oostzee, West-Europa, Noord-Europa, Centraal-Europa, Oost-Europa en zelfs de Noordpool genoemd als het thuisland van de Indo-Ariërs.:37
Tegelijkertijd werd in toenemende mate taal verbonden aan ras. Lazarus Geiger zag in 1878 Duitsland als het thuisland en stelde dat Indo-Europeanen blonde haren en blauwe ogen hadden. Het idee van een Arisch ras kreeg daarna ruime navolging en werd zelfs een belangrijk onderdeel van het nationaalsocialisme. Het zou tot de Tweede Wereldoorlog duren voordat deze rassentheorie in diskrediet raakte. De zoektocht naar een vermeend Arisch ras heeft echter niets opgeleverd.
Met de ontdekking van de Indusbeschaving in de jaren 1920 zag Mortimer Wheeler die migratie als een invasie waarbij de Indo-Ariërs een einde maakten aan de Indusbeschaving. In 1963 kwam Marija Gimbutas op basis van linguïstische paleontologie, etnologie, mythologie en archeologie tot de Koerganhypothese, ook wel steppetheorie. Deze situeerde het thuisland in de Pontisch Steppe en zag de Indo-Ariërs als nomadische pastoralisten die door militaire invasies andere gebieden veroverden. Er bleken echter nauwelijks aanwijzingen voor een gewelddadige invasie die de Indusbeschaving ten einde zou kunnen hebben gebracht.
Nieuwe disciplines als archeogenetica en populatiegenetica maakten het mogelijk om migraties op een andere manier te bestuderen. Dit geeft echter ook wisselende uitkomsten. Een deel van de studies onderschrijft de mogelijkheid van een Indo-Arische migratie, een ander deel spreekt deze tegen. Onderzoek op basis van mitochondriaal DNA (mtDNA) heeft geen aanwijzingen gevonden voor een Indo-Arische migratie die rond 1500 v.Chr. zou hebben plaatsgevonden. Door echter de mtDNA-data uit de vrouwelijke lijn te combineren met data van het Y-chromosomaal DNA uit de mannelijke lijn, blijken er wel aanwijzingen te zijn voor migratie vanuit Centraal-Azië, waarschijnlijk in meerdere golven. Hierbij was een duidelijk geslachtsverschil, het waren vooral mannen die migreerden. Het beeld dat hieruit naar voren komt, is niet een eenvoudig model waarbij een migratie aan het begin van het Neolithicum de landbouw bracht, millennia later gevolgd door Indo-Ariërs, maar complexe migraties sinds het Laatste Glaciale Maximum uit het noordwesten en recentere kleinere migraties uit het oosten.
Er is bij de vedische bevolking enige invloed gevonden van de Jamnacultuur. Leden van deze cultuur zouden eerst richting Oost-Europa zijn getrokken waarna een deel in het tweede millennium v.Chr. in het noorden van India terechtkwam, waarschijnlijk via Centraal-Azië. Deze steppe-invloed is beperkt tot de Ancestral North Indians (ANI), bij de Ancestral South Indians (ASI) is deze verwaarloosbaar. Er is ook vooral sprake van mannelijke invloed die sterk vertegenwoordigd is bij de Brahmin en Bhumihar. Nieuwkomers die een numerieke minderheid vormen, kunnen een taalverandering of zelfs taalvervanging in gang zetten met de oorspronkelijke bewoners zonder dat de materiële cultuur veel verandert, zodat veranderingen vrijwel niet aanwezig zijn in de teruggevonden archeologische cultuur.

### Chronologie
Voor de oudste delen hiervan wordt veelal een grove chronologie genomen van 1200-1000 v.Chr. of 1500-1000 v.Chr., maar schattingen hierover lopen uiteen. Een eerste kader wordt gegeven door het vedisch Sanskriet, een Indo-Arische taal. Deze werd mogelijk voorafgegaan door de gereconstrueerde talen Proto-Indo-Iranisch en Proto-Indo-Europees (PIE). De datering van PIE stelt ook een grens aan de datering van het vedisch Sanskriet. Naast de taal is ook de inhoud van de Veda's en latere hindoegeschriften gebruikt om tot een chronologie te komen. Max Müller was de eerste en kwam uit op 1200-1000 v.Chr. voor de oudste delen van de Veda's, de chanda's. Op de methodiek van Müller valt veel af te dingen, wat hij zelf al aangaf. Müller zag de jaartallen dan ook vooral als bovengrens en zag ook 3000 v.Chr. nog als mogelijk. Desondanks wordt zijn uitkomst nog veelvuldig aangehouden, aangezien meerdere methodes hierop uitkomen. Ook astronomische interpretaties zijn gebruikt voor dateringen, maar ook deze lopen wijd uiteen. Ook teksten van buiten India zijn gebruikt, wat als voordeel kan hebben dat de chronologie daarvan beter bekend is, zoals de chronologie van het Nabije Oosten. Het archief van Boğazköy uit het oude Hattusa met daarin een verdrag uit de veertiende eeuw v.Chr. is hier een voorbeeld van. Parallellen tussen de Rigveda en de Iraanse Avesta brengen de oplossing niet dichterbij. De problematiek met het dateren van de Veda's betekent ook dat bij het reconstrueren van de geschiedenis van Zuid-Azië de nodige terughoudendheid in acht moet worden genomen. De periode van de vedische tijd is dan ook geen vast gegeven.:185

### Vedische bronnen en literatuur als historische bron

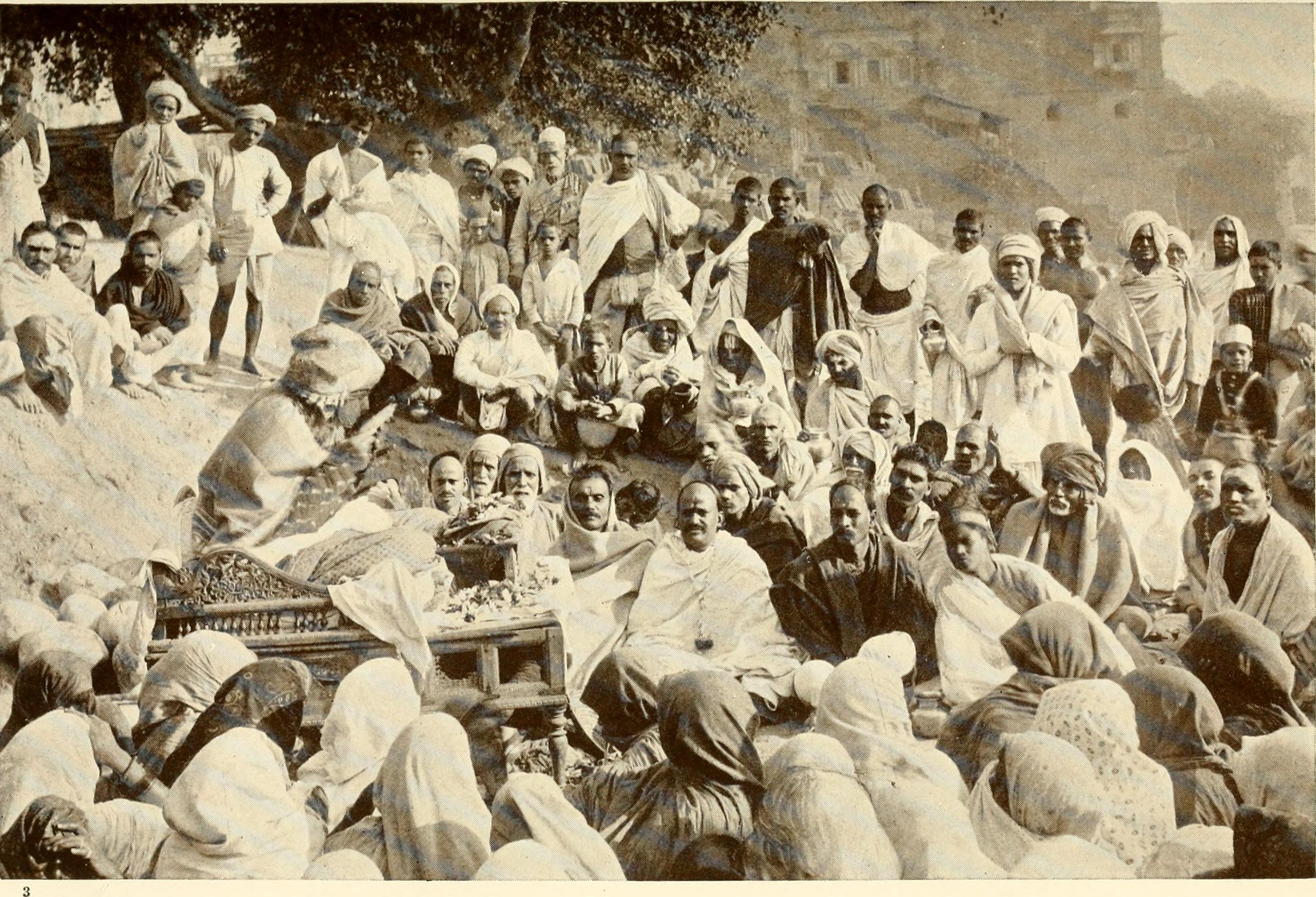
Een vyasa (verhalenverteller) leest op uit de Mahabharata, rond 1913. De hindoeïstische epen werden eeuwenlang op vergelijkbare wijze door vedische barden doorverteld alvorens ze op schrift gesteld werden

De gebeurtenissen uit de vroege vedische periode moeten worden gereconstrueerd aan de hand van een combinatie van archeologische vondsten en veel later vastgelegde schriftelijke bronnen als de Veda's, die ook nog verschillende recensies (shakha's) hebben gekend. De archeologie geeft in deze periode een duidelijke opeenvolging van culturen en technologische ontwikkelingen. Sommige van die ontwikkelingen kunnen ook uit de vedische bronnen worden opgemaakt. Het wordt echter problematisch als geprobeerd wordt de in de vedische literatuur beschreven stammen, oorlogen en eindeloze genealogische lijsten met archeologische vondsten in verband te brengen.:401 Vedische bronnen zijn niet samengesteld met het doel de geschiedenis zo waarheidsgetrouw mogelijk weer te geven. Zowel de barden en priesters die de traditie mondeling doorgaven als de schrijvers die haar uiteindelijk schriftelijk vastlegden hadden andere doeleinden, zoals een koning of stam een prestigieuze afkomst verschaffen, of religieuze ideeën verspreiden. Hoewel in bepaalde fragmenten vrijwel zeker een historische waarheid moet schuilen en bepaalde koningen waarschijnlijk op historische personen gebaseerd zijn, is het onmogelijk een betrouwbare chronologie op te stellen aan de hand van alleen de schriftelijke bronnen.:184-185
De vier Veda's werden een millennium lang alleen mondeling overgeleverd en kregen rond 500 v.Chr. hun definitieve vorm.:158 Hoewel in al deze geschriften aanwijzingen gevonden zijn over de vedische cultuur en maatschappelijke ontwikkeling, bevatten ze geen integrale visie op het verleden, in de vorm van een complete kosmologie of mythologie. De vedische mythologie is voornamelijk afkomstig uit de Purana's en de twee grote epen, de Mahabharata en de Ramayana. Ook deze bronnen werden pas rond 500 v.Chr. schriftelijk vastgelegd:182 en dragen de sporen van intensieve herwerking. Er zijn honderden Purana's, elk bestaande uit duizenden verzen, waarvan 18 grote werken (de mahapurana's) als de belangrijkste worden ervaren. Ten eerste bevatten ze voorschriften voor aanbidding van, offeren aan en lofzangen op verschillende godheden. Andere geschriften zijn commentaren op de Veda's, vertellingen over de handelingen van de goden en beschrijvingen van het hiernamaals.

#### De vedische epen
De genealogieën bevatten bijna honderd generaties en moeten daarom deels fictief zijn. Ook karakters uit de Mahabharata en Ramayana zijn erin opgenomen. Een belangrijk omslagpunt is de Bharata-oorlog, die centraal staat in de Mahabharata. Na de afloop van de oorlog begint de huidige en laatste era van de kosmos, de Kali Yuga. De genealogische reeksen houden op bij de koningen van het begin van de historische periode, rond 500 v.Chr., wanneer verondersteld wordt dat de Purana's zijn vastgelegd. De helden van de Mahabharata, die van de maandynastie afstamden, waren volgens deze reeksen de voorouders van de Kuru's.

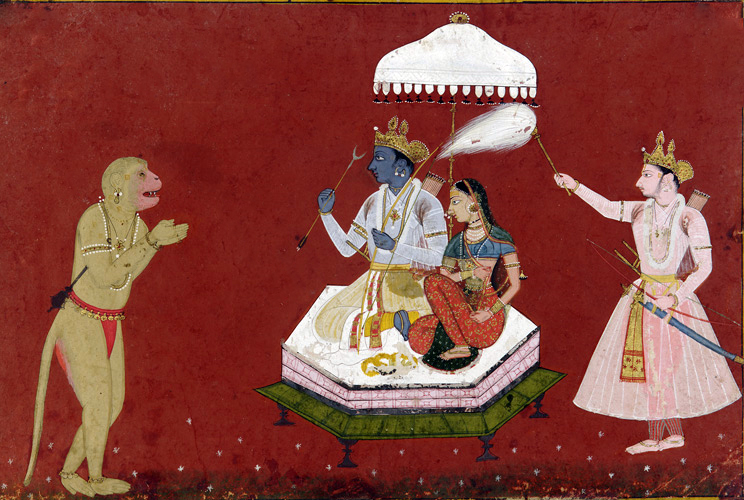
Hoofdrolspelers uit de Ramayana: de apengod Hanuman aanbidt Rama en Sita. Rama's broer Lakshmana wuift het echtpaar koelte toe. In de wildernis waar Rama naartoe werd verbannen vond hij in de apengod een trouwe bondgenoot die hem hielp zijn vrouw en troon terug te winnen. Dit kan als allegorie beschouwd worden op de aryanisatie van bewoners van de wildernis. Vroeg-17e-eeuwse schildering, Mewar

De Mahabharata en de Ramayana moeten rond 350 v.Chr. voor het eerst op schrift zijn gesteld, maar de kern van de Mahabharata wordt verondersteld ouder te zijn. Het epos verhaalt de twist om het koningschap over de Kuru's tussen de Pandava's en de Kaurava's. De eersten zijn de vijf zonen van Pandu, een prins die vanwege een vloek zelf geen koning kon worden. De Kaurava's zijn hun neven, de 100 zonen van de blinde koning Dhritarashtra. De verhaallijn wordt veel onderbroken door ethisch-didactische verhandelingen, die merendeels verondersteld worden latere interpolaties te zijn, zoals in de Bhagavad Gita. In de Mahabharata staan stam- en familiebanden centraal. Het epos geeft de indruk van een nostalgische terugblik op een eerdere tijd, toen dergelijke waarden belangrijk waren. Met name het slot, waarin de Pandava's geen werkelijke vreugde uit de overwinning kunnen putten en zich uiteindelijk terugtrekken uit het wereldse bestaan, heeft een melancholische toon.:409-411
De Ramayana is veel korter dan de Mahabharata en speelt zich verder naar het oosten af, in de centrale Gangesvlakte en de Vindhyaheuvels. Hoewel in het epos verwijzingen naar plaatsen over heel India voorkomen, zijn dit vrijwel zeker latere interpolaties. De vele parallellen met bijvoorbeeld de Jatakaverhalen uit de boeddhistische traditie duiden erop dat de Ramayana werd samengesteld uit verschillende fragmenten van eerdere vertellingen.:415 In tegenstelling tot de Mahabharata speelt de Ramayana zich af in een maatschappij waarin het koningschap centraal staat. De hoofdpersoon, Rama, is de erfgenaam van de troon van de stad Ayodhya, maar wordt met zijn vrouw Sita verbannen naar de wildernis. Sita wordt ontvoerd door de demonenkoning Ravana, maar met behulp van de apenkoning Hanuman weet Rama de demonenkoning te verslaan en zijn vrouw te bevrijden. Sita dient echter haar onschuld (maagdelijkheid) aan te tonen alvorens de overwinnaars terugkeren naar Ayodhya, waar Rama de troon bestijgt. Zijn heldhaftigheid en rechtvaardigheid worden gezien als voorbeeld van ideaal hindoeïstisch koningschap.

### Geografie

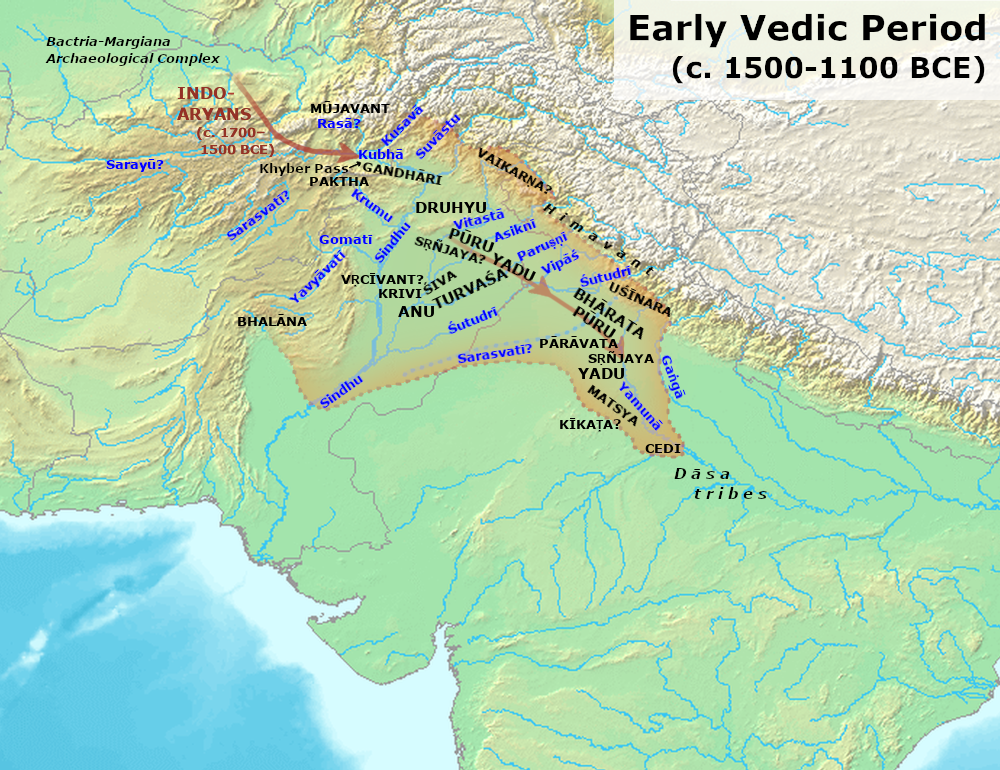
Verspreiding van de vedische cultuur in de vroege vedische periode, tijdens het ontstaan van de Rigveda (1500 - 1100 v.Chr.). De pijlen geven de richting van de latere verspreiding aan

Elk boek of mandala van de Rigveda-Samhita kent een eigen patroon van hymnen en uit afwijkingen van dat patroon is af te leiden wat latere toevoegingen zijn. Deze kunnen wel eerder gecomponeerd zijn, net als andersom, wat de keuze zal zijn geweest van de uiteindelijke samenstellers van de geschreven versies. Die versies verschilden met de verschillende families van brahmana's. Hieruit vormden zich verschillende vedische scholen (charana's) met elk een eigen shakha waarbij de Yajoerveda veruit de meeste shakha's kende, al zijn de meeste daarvan niet overgeleverd. Daarmee is voor veel shakha's een regio aan te wijzen waarin deze domineerde. Zo is de uitbreiding van het gebied van de Indo-Ariërs te volgen waar de oudste teksten uit de vroeg-vedische periode ontstonden in de Punjab, waarna er een beweging oostwaarts is waar te nemen naar het gebied van de Kuru's en Panchala ten tijde van de midden-vedische periode en Koshala en Videha in de laat-vedische periode. De Taittiriya en Jaiminiya hadden hun oorsprong in Panchala, maar kregen grote invloed in het zuiden.
Er zijn aanwijzingen in de Veda's te vinden dat, vooral in gebieden verder naar het oosten in de Gangesvlakte, inheemse stammen tot de arya gingen behoren. Zo eindigen veel namen van koningen in die gebieden op -dasa. Uit de Veda's blijkt dat aanvankelijk op de bewoners van deze gebieden werd neergekeken door de stammen in de Punjab en de Yamuna-Gangesdoab, die hun gebied Aryavarta (land van de arya) noemden. Later, in de tijd van de eerste staatjes, verdween dit onderscheid echter en werden de rollen zelfs omgedraaid. Aryavarta ging toen ook gebied verder naar het oosten beslaan.
Achter sommige namen of vertellingen gaat een historische achtergrond schuil, want in sommige gevallen hebben archeologische opgravingen een vertelling bevestigd. In de Mahabharata is Hastinapura bijvoorbeeld de hoofdstad van de Kaurava's. De stad lag op de doab tussen de Ganga en de Yamuna en werd volgens een vertelling vernietigd door een grote vloed. Dit wordt archeologisch gestaafd door sporen van een grote vloed die rond 800 v.Chr. moet hebben plaatsgevonden. Aan de hand hiervan wordt geschat dat als de Bharata-oorlog op een historisch conflict berust, dit rond 950-900 v.Chr. moet hebben plaatsgevonden.:146:411
De geografie van de Rigveda beperkt zich tot het noordwesten van het subcontinent: naast de tegenwoordige Pakistaans-Afghaanse grensstreek ook de sapta-sindhu, het gebied van de zeven rivieren: de Indus en zijn vijf zijrivieren, samen met de later opgedroogde Sarasvati. Dit gebied was waar de Indo-Ariërs zich aanvankelijk gevestigd moeten hebben en waar ze voor het eerst de overstap van een semi-nomadisch bestaan naar vaste woonplekken en landbouw moeten hebben gemaakt.:146:39:49 In de andere drie Veda's worden ook gebieden oostelijker in de Gangesvlakte genoemd. Dit laat zien dat de aryanisatie in de loop der tijd naar het oosten verspreidde; de oostelijkere gebieden waren eenvoudig nog niet bekend toen de Rigveda werd vastgelegd. De verder naar het oosten gelegen Yamuna wordt slechts enkele malen genoemd in de Rigveda.
In de tussen 900 en 600 v.Chr. ontstane Brahmana's en Upanishads verschoof de focus naar de doab tussen de Yamuna en de Ganges.

## Overgang van de Harappacultuur
De Indusbeschaving of Harappacultuur was in veel aspecten verder gevorderd dan de vedische cultuur. De Harappacultuur wordt gekenmerkt door grote, strak geplande steden, zoals Mohenjodaro en Harappa. De Harappanen dreven per schip handel met het Arabisch Schiereiland en Mesopotamië, hadden ossen en olifanten als lastdieren en gebruikten karren voor transport van goederen. Ze hadden een eigen schrift ontwikkeld en bedreven sedentaire landbouw. Grote gebieden waren in cultuur gebracht om de bewoners van de steden van voedsel te voorzien. Het hoogtepunt van de Harappacultuur viel tussen 2600 en 1900 v.Chr.

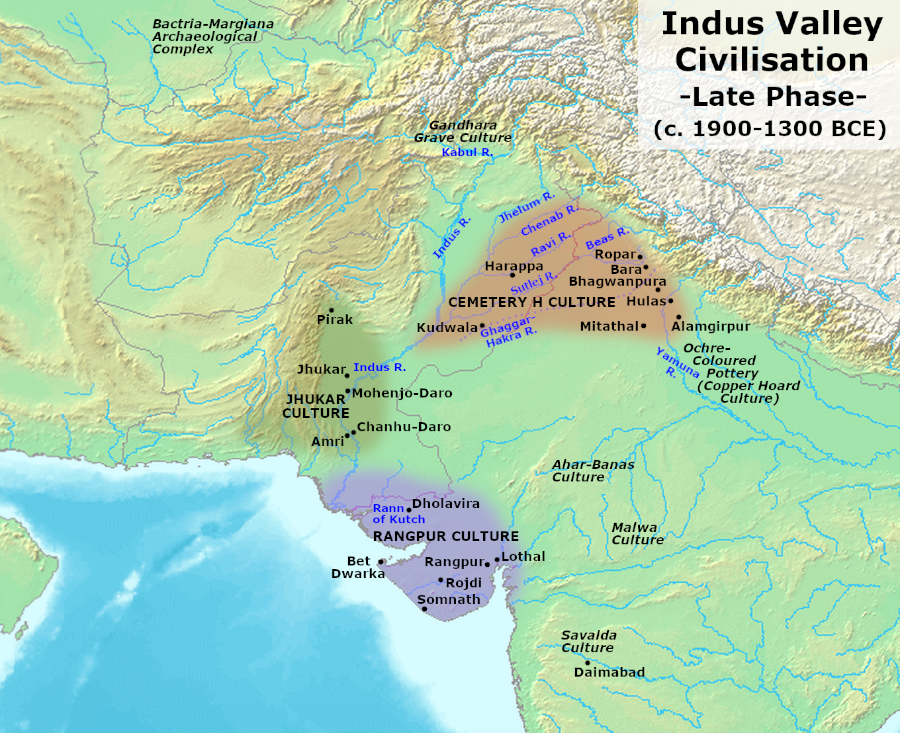
Het gebied van laat-Harappa en de oud-vedische tijd overlapten elkaar deels. De Gandhara-grafcultuur en de Cemetery H-cultuur lagen in het gebied waar ook de vroegste geschiedenis uit de Rigveda zich afspeelde. De aan de kust liggende culturen uit laat-Harappa, de Jhukarcultuur en de Rangpurcultuur, lagen buiten het gebied van de Veda's

Het idee dat de steden vernietigd werden door hordes Indo-Arische invallers wordt niet langer plausibel geacht. Hoewel aan de hand van archeologisch bewijs aanvallen van plunderaars op kleine schaal mogelijk zijn, lag het verval van de Harappabeschaving aan een combinatie van factoren, zoals klimaatsverandering en epidemieën.:134-136:367:47 In sommige ruïnes hebben archeologen een late Harappafase (1900-1750 v.Chr.) ontdekt waarin de stedelijke organisatie verdwenen is en er waarschijnlijk veel minder bewoners waren, maar nog wel andere typische kenmerken van de Harappacultuur zijn terug te vinden. De Veda's bevatten geen enkele verwijzing naar een stedelijke samenleving of typische zaken uit de Harappacultuur. Daarom wordt verondersteld dat er minstens een paar eeuwen tussen het verval van de Harappacultuur en het ontstaan van de Veda's moet zitten. Op grond daarvan wordt geschat dat de Rigveda tussen 1500 en 1200 v.Chr. ontstond.:47
Tot de laatste fase van de Harappabeschaving behoort ook de Cemetery H-cultuur, onder andere gevonden in de ruïnes van Harappa. Opmerkelijk is dat de cultuur sterk verschilt van oudere lagen in de stad. Een mogelijke verklaring is dat dit de migratie van de eerste Indo-Ariërs representeert. De nieuwkomers zouden zich rond 1900 v.Chr. in de steden gevestigd kunnen hebben en geleidelijk in de Harappabeschaving zijn opgegaan.:33-34 Toen de latere vedische Indo-Ariërs het subcontinent binnentrokken, troffen ze daar mogelijk de nazaten van hun verre verwanten aan, die nog enkele overblijfselen van hun oorspronkelijke cultuur bezaten. Dit kan misschien verklaren waarom de dasa uit de Veda's ook mleccha's (personen die het Sanskriet verkeerd uitspreken) genoemd worden en er soms met de dasa samengewerkt werd. Sommige archeologen denken dat de Cemetery H-cultuur uit de Gandhara-grafcultuur ontstond en de trek van de arya naar het oosten weerspiegelt.
Uit de archeologie is na het verval van de Harappabeschaving de ochre coloured pottery-cultuur (OCP) bekend. Tot deze cultuur behoren over het noorden van India verspreide vondsten van bronzen of koperen gebruiksvoorwerpen en wapens als bijlen, harpoenpunten en zwaarden, gecombineerd met okerkleurig aardewerk van veel slechtere kwaliteit dan dat uit de Harappacultuur. De ouderdom van veel vondsten is onzeker, maar sommige moeten uit het begin van het tweede millennium komen. De OCP wordt soms beschouwd als een periode van verval volgend op de Harappacultuur, maar het bewijs voor een verband met de Harappacultuur is mager.:374

## Archeologische culturen geassocieerd met de vroege vedische periode

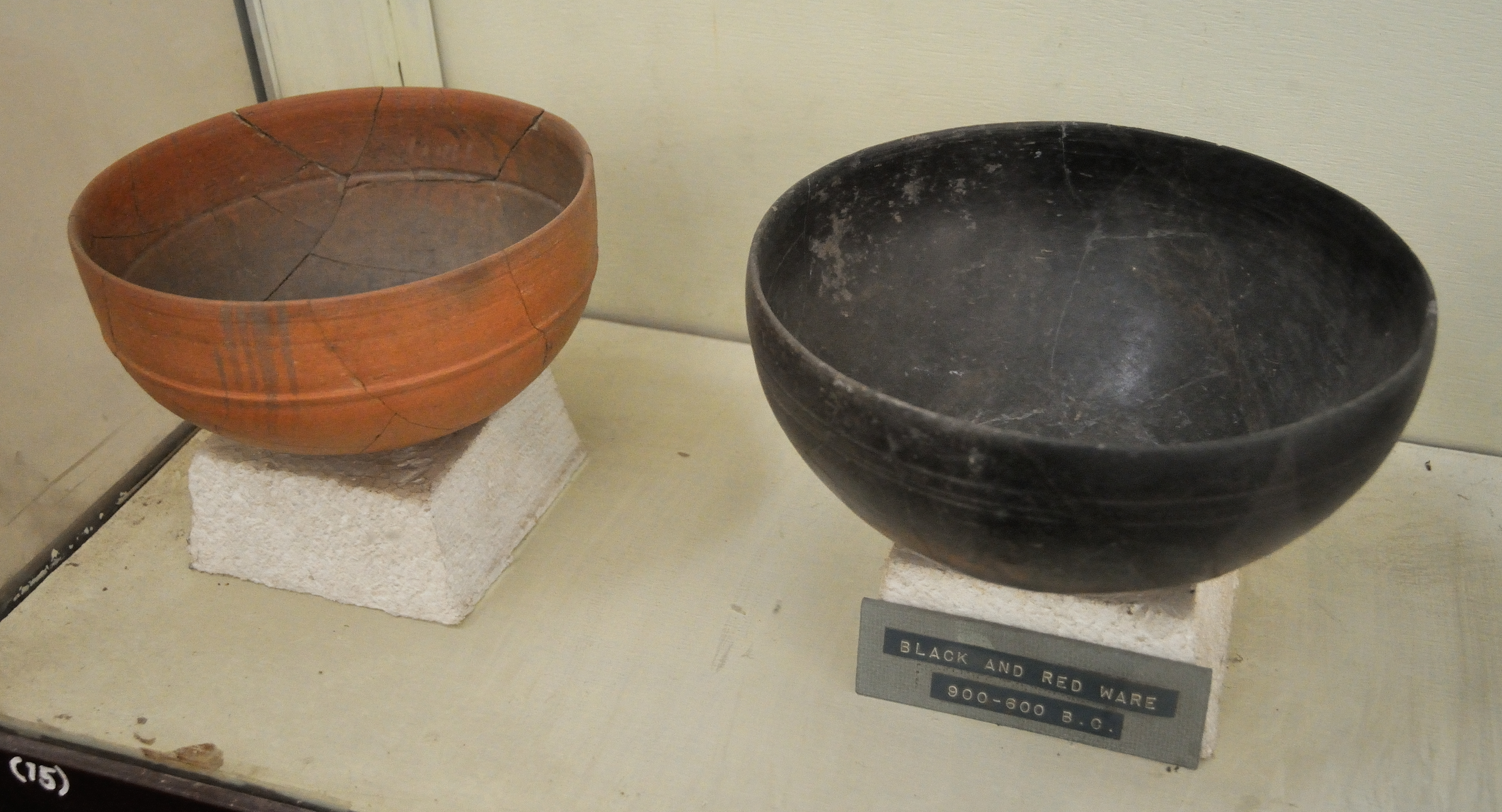
Aardewerken kommen uit de black and red ware-cultuur, gevonden in Sonkh, in de buurt van Mathura, 900-600 v.Chr.. Government Museum, Mathura (Uttar Pradesh)

De ochre coloured pottery-cultuur werd opgevolgd door de painted grey ware-cultuur (PGW), die gepaard ging met de introductie van op primitieve manier bewerkt ijzer. Enige overlap van vondsten uit de twee culturen in de Punjab duidt erop dat de PGW nog voor 1000 v.Chr. begon.:375 De keramiek van de PGW werd gemaakt op pottenbakkersschijven en is beschilderd met geometrische patronen en bloemmotieven. De PGW is verspreid over de Punjab, de Yamuna-Gangesdoab, het westen van de Gangesvlakte en delen van het huidige Rajasthan.:198 De PGW komt overeen met het gebied waar volgens de vedische literatuur de Kuru's woonden. De Kuru's spelen een centrale rol in de latere delen van de Rigveda en het epos de Mahabharata. Uit dezelfde periode wordt over een groter gebied in het noorden en midden van India zwart-en-rood aardewerk (BRW) gevonden. Gezien de wijde verspreiding in zowel ruimte als tijd betreft het niet een enkele archeologische cultuur, maar dit aardewerk wordt wel in verband gebracht met de Yadava's, stammen die zich in het gebied ten zuidwesten van de Kuru's hadden gevestigd. De verspreiding van de BRW naar het zuiden naar het gebied dat in de Veda's Avanti genoemd wordt, het tegenwoordige Malwa, en de PGW naar de Gangesvlakte in het oosten zou dan de verspreiding van de vedische cultuur kunnen vertegenwoordigen.
Een probleem is dat in de vroegste vedische bronnen geen ambachtslieden als pottenbakkers, smeden of bakkers voorkomen. Deze ambachten spelen immers geen rol onder groepen semi-nomadische veehouders. Toen de arya eenmaal een vast bestaan kozen kwamen ze onder de inheemse bevolking pottenbakkers tegen. Deze werden als onrein beschouwd omdat ze bij hun werk met de elementen in aanraking komen. Mogelijk was de afkeer die de arya voor bepaalde hen onbekende ambachten voelden mede-oorzaak voor het ontstaan van het kastenstelsel. Hoe dit ook zij, de keramiek uit archeologische vondsten kan lastig aan Indo-Ariërs worden toegeschreven. Ze laat waarschijnlijk een continue ontwikkeling van een inheemse traditie zien. Maar omdat ook de ambachtslieden in de vedische cultuur geassimileerd werden, kunnen vondsten uit de PWG en BRW wel degelijk aanwijzingen geven hoe de vedische cultuur zich over het noorden van India verspreidde.:42-43

## Oud-vedische of Samhitaperiode
De Rigveda verhaald over de lotgevallen van zo'n zes generaties van 50 stammen (jana) in de Punjab die behoorden tot vijf volken (mogelijk pancha-janah), de Yadu, Turvasha, Anu, Druhyu en Puru. De eerste vier worden echter nauwelijks genoemd en de hoofdrol is weggelegd voor de aan de Puru gerelateerde Bharata die kort daarvoor in de Punjab waren gearriveerd. De stammen waren semi-nomadische pastoralisten die vee hielden en onder meer gerst (yava) cultiveerden. De rondtrekkende stammen hadden regelmatig schermutselingen met elkaar, onder meer volgend uit strooptochten voor vee. De hallucinerende drank soma zou ze daarbij onsterfelijk maken. Belangrijke goden waren Agni, Indra en Varuna.
De Slag van de Tien Koningen aan de rivier Ravi speelt een belangrijke rol in de Rigveda. De Bharata onder Sudas wisten deze slag tegen een alliantie van tien andere stammen te winnen. De overwinning zou te danken zijn aan het aanroepen van de goden Indra en Varuna en de offers (yajna) die aan hen gebracht werden, al werden de goden ook wel aangeroepen door dasà, wat wijst op enige vorm van acculturatie. De belangrijke positie die Sudas daarna innam, zou blijken uit de omvangrijke ashvamedha (paardenoffer) die hij hield.
De Bharata domineerden daarna de andere stammen, maar deden daarbij waarschijnlijk wel pogingen om op vriendschappelijker voet te komen, wat er mogelijk toe heeft geleid dat er in latere versies van de Rigveda niet alleen hymnen van de Bharata staan. De Bharata zouden daarna oostelijker richting de Yamuna zijn getrokken. Aan het einde van de Rigveda komen de Kuru's uit heilige land Kurukshetra in beeld. Zij zouden de 50 stammen verenigen tot een enkele superstam.:262-264

### Sociale organisatie
De arya uit de vroege vedische periode waren ingedeeld in stammen (jana). De stam bestond uit verschillende groepen samen optrekkende families, de grama. Interessant is dat de betekenis van het woord grama na de omslag naar sedentaire landbouw veranderde: hoewel het aanvankelijk een nomadische groep families inhield, werd het in de latere vedische bronnen voor een dorp gebruikt. Er werd onderscheid gemaakt tussen families met een lagere status (vish) en hogere status (rajanya).:51
In de Rigveda worden de leiders van stammen raja genoemd, wat in moderne Indo-Arische talen koning betekent. Waarschijnlijk kan dit woord voor de vroege vedische tijd beter als stamhoofd vertaald worden.:187 Gesteund door de belangrijkste leden van de rajanya's was het stamhoofd verantwoordelijk voor de verdediging en de aanvallen op andere stammen, die vooral ten doel hadden meer vee te veroveren. Gau betekent koe en het kwam veel voor als infix, waaruit blijkt dat bezit en prestige werden afgemeten in vee. Zo betekent het woord voor oorlog in het Sanskriet (gavishti) letterlijk het verwerven van koeien.:62 Andere woorden die voor strijd werden gebruikt, waren gaveshana, goshu en gavya. Zowel het stamhoofd als de god Indra werden wel aangeduid als gopati, heer van het vee, terwijl gojit winnaar van koeien betekent en stond voor een held. Een rijk iemand was een gomat, een eigenaar van koeien. Er werd al gesteld dat koeien niet gedood moesten worden (aghnya), maar in hoeverre dat een voorbode was van de heilige koe is niet duidelijk.:187, 189, 191 Het aanzien van het stamhoofd hing af van zijn succes in de oorlogsvoering, maar ook in het succesvol volbrengen van offerrituelen (bali).
De stam kwam regelmatig samen, onder andere om deze offerrituelen uit te voeren. De ritvij of priesters reciteerden de duizenden hymnen en voorschriften uit de Veda's. Zij speelden een onmisbare rol bij de uitvoering van het ritueel. Een succesvol uitgevoerd offer werd geacht de goden gunstig te stemmen en de stam en het stamhoofd prestige en voorspoed te brengen. Bali stond daarnaast ook voor het tribuut dat het stamhoofd ontving, niet alleen van de eigen stamleden, maar ook van onderworpen stammen. Er waren meerdere soorten bijeenkomsten, waarbij de sabha waarschijnlijk plaatsvond in kleinere, meer elitaire kring, terwijl bij de samita een grotere groep betrokken was en mogelijk ook een rol speelde in de redistributie van middelen. De vidatha lijkt een meer religieuze betekenis te hebben gehad. Het tribuut was waarschijnlijk niet alleen een economische uitwisseling, maar een prestation total gebonden aan sociale conventies die door de veronderstelde wederkerigheid de onderlinge relaties bestendigden.:188, 190
De samenleving was sterk patriarchaal georganiseerd, maar in de vroege vedische periode hadden vrouwen een hogere status en grotere vrijheid dan later het geval was. Vrouwen werden geacht een rol te spelen bij de vedische offerrituelen en hadden het recht de stamvergadering (vidatha) toe te spreken. Dochters werden net als zoons onderricht in de wijsheden uit de Veda's. Het was ongehuwde vrouwen toegestaan zelfstandig naar een geschikte huwelijkspartner te zoeken en uithuwelijking kwam weinig voor. Huwelijken tussen verschillende klassen waren niet ongebruikelijk. Weduwen werden normaal gesproken geacht te hertrouwen en het gebruik van weduwenverbranding (sati) is waarschijnlijk veel later ontstaan.:52-53 Desondanks stonden zoons in hoger aanzien dan dochters, omdat alleen een zoon de crematieriten uit kon voeren na het overlijden van de ouders. De Veda's bevatten ook teksten die vrouwen als onbetrouwbaar en minderwaardig afschilderen. In de latere Brahmana's werden vrouwen met het kwaad geassocieerd. De positie van de vrouw ging gedurende de vedische periode duidelijk achteruit.
Er werden ook slaven gehouden, later wel aangeduid als dasa of dasi, wat een etnisch element doet vermoeden. De voor de dasa's en dasyu's gebruikte epitheta doen vermoeden dat het niet altijd uiterlijke verschillen betrof, maar dat er wel culturele verschillen waren. Het woord varna komt veelvuldig voor in de Rigveda, meestal in de betekenis van lichtgekleurd, maar heeft nog niet de latere betekenis van kaste of varna. De brahmana en kshatriya worden in de Rigveda nog niet samen met varna genoemd. Hymne 3.44-45 suggereert ook dat geboorte niet bepalend is voor de latere positie.:191-192
Rechtspraak vond plaats op basis van weergeld, waarbij de strafmaat afhing van de sociale status van de benadeelde persoon.:62

### Mythologie en religie
De religie zoals die naar voren komt uit de Rigveda verschilt aanmerkelijk van de latere vormen. Het geloof kent veel overeenkomsten met de Iraanse Avesta. De Rigveda verdeelt het universum in de hemel (dyu), de aarde (prithvi) en de tussenwereld (antariksha) en kent verschillende oorsprongsmythes. Zo zou de wereld geschapen zijn als resultaat van een kosmische strijd, van de scheiding van hemel en aarde en door handelen van de goden. Tegenover deze chaos staat de universele orde of rta, de morele orde waaraan mensen moeten voldoen.
De Rigveda stelt dat er 33 goden zijn, al komen er meer aan bod. In elke hymne met een invocatie richting een god wordt deze als oppergod aangeroepen. Hoewel er binnen elke hymne dus sprake is van henotheïsme of kathenotheïsme, is er in de Rigveda als geheel geen pantheon met een hiërarchie van goden. Dit polytheïsme wordt aangevuld met hemelse wezens (gandharva's), hemelse nimfen apsara's, bloeddrinkende demonen (rakshasa's), pijn veroorzakende demonen (yatudhana's) en mensenetende demonen (pishacha's). De namen van de demonen waren mogelijk eerder de namen van andere stammen.
De goden die in de Rigveda centraal staan werden geassocieerd met de natuurkrachten, zoals verwacht kan worden bij semi-nomadische volkeren. Deze antropomorfe goden worden ook in het tegenwoordige hindoeïsme nog aanbeden, maar zijn daarin tot bijrollen teruggedrongen. De belangrijkste vedische god was Indra, een oorlogsgod die met zijn bliksemschicht en strijdwagen de dasa en hun vestigingen vernietigde en ook de draak Vritra. Agni is een vuurgod die hielp het oerwoud te ontginnen en het vuuroffer overzag. Ook Agni heeft weinig geduld met de dasa wiens vestigingen hij platbrandde. Mogelijk geeft dit inzicht in de wijze waarop de arya oorlog voerden. Andere belangrijke goden waren Surya, de zonnegod, en Varuna, de goddelijke rechter die veel optrekt met Mitra. Die laatste twee behoren bij de acht aditya, zonen van Aditi, een belangrijke godin. De belangrijkste godin is Ushas, de eeuwig jonge godin van de dageraad, maar afgezien van haar spelen godinnen maar een kleine rol in de Rigveda.:195-198
Het offerritueel (yajna) was het moment waarop de stam samenkwam bij de yajamana, de pater familias van een stam, om de welgezindheid van de goden te verwerven. Meestal bestonden de vuuroffers uit melk, ghee of graan, maar dierenoffers kwamen ook voor. De belangrijkste daarvan was de ashvamedha, het paardenoffer. De vereiste omvang van de hiermee gepaard gaande rituelen was dusdanig dat dit alleen aan de machtigste stamhoofden was voorbehouden. De offers werden onder het reciteren van de bijbehorende formules in het vuur geworpen, wat symbool stond voor de consumptie door de goden. Daarbij werd gevraagd om om aardse zaken als een lang leven voor de yajamana, rijkdom, zonen, vee en overwinningen in de strijd. Ook mensenoffers (purushamedha) worden genoemd in de Rigveda, maar hiervan is niet zeker of deze ooit werkelijk is uitgevoerd. Naast de consumptie door de goden werd ook een deel door de priesters gegeten, wat volgens de latere Shatapatha-Brahmana 13.6.2 reden zou zijn dat mensenoffers niet uitgevoerd werden, aangezien mensen geen mensen mogen eten.
Seks, fysieke competitie, gokspelen en de consumptie van soma, een stimulerende drank die waarschijnlijk hallucinaties opriep, speelden allemaal een rol bij de rituelen.:48 De rituelen konden alleen geleid worden door de priesters of ritvij, waarvan er zeven types genoemd worden in de Rigveda, de hotri, adhvaryu, agnidh, maitravaruna, potri, neshtri en brahmana.
Deelname vereiste dat eerst een purificatieritueel ondergaan moest worden, maar hing ook af van iemands positie binnen de sociale hiërarchie. De vedische voorschriften zijn extreem gedetailleerd. Een offer kon alleen succesvol zijn als de priester de hymnen en spreuken op de juiste manier uitsprak, de deelnemers rein waren en aan andere gedetailleerde vereisten werd voldaan, zoals de oriëntatie van het altaar of de manier waarop het offer ontleed werd.
Zowel begrafenissen als crematies kwamen voor en de Rigveda noemt het hiernamaals. Ook genoemd worden asu als kracht en manas als geest die de dood zouden overleven, maar van samsara, de cyclus van dood en wedergeboorte, was in de Rigveda geen sprake.
Een late hymne uit de Rigveda is de keśin-hymne (RV.10.136). De keśin waren langharige muni, zwervende wijzen die zichzelf tot extase (unmadita) brachten zoals ook gebeurd in het sjamanisme. Opvallend is dat deze hymne niet verhaald over offers, rituelen en tapas. De muni waren waarschijnlijk asceten die een gelofte van zwijgzaamheid hadden afgelegd. Zij zouden optrekken met de boosaardige Rudra waarmee ze gif (viṣā) drinken dat voor anderen dodelijk zou zijn. De sjamanistische elementen zijn echter nog beperkt in de Rigveda.

### Pastoralisme en sedentaire landbouw
Dat de arya oorspronkelijk geen landbouw bedreven of huizen bouwden, is wel afgeleid uit het gegeven dat woorden voor zaken als ploeg, vijzel, graan of rijst geen Indo-Europese stam hebben. Deze woorden waren blijkbaar overgenomen uit inheemse, Dravidische talen. Hieruit is wel de conclusie getrokken dat landbouw een betrekkelijk kleine rol speelde en vooral door inheemsen bedreven werd.:140 Er zijn door archeologen ook geen restanten van gebouwen of nederzettingen gevonden die aan arya kunnen worden toegeschreven.
Daar valt tegenin te brengen dat in de Rigveda wel wordt gesproken over zaaien (vap), cultiveren (krish), ploeg (langala en sira), ploegschaar (phala), ploegvoor (sita), hak (khanitra), sikkel (datra, srinin) en bijl (parashu, kulisha). Ook het egaliseren van een bewerkt veld (kshetra) en vruchtbare grond (urvara) worden genoemd. Kshetrapati is heer van de gronden en Indra werd ook gezien als beschermer van de gewassen en winnaar van vruchtbare gronden (urvarajit). Yava staat voor gerst of graan in het algemeen en dhanya voor graan.:189-190
De overgang naar sedentaire landbouw zal vooral zijn afgedwongen door het warme en natte Indiase klimaat. In tegenstelling tot de droge vlakten van Centraal-Azië heeft het Indisch subcontinent een regenseizoen, waarin de bewoners vrijwel gedwongen worden tijdelijk op dezelfde plek te blijven wonen. Technieken van de landbouw en ambachten die daarmee gepaard gaan, konden worden afgekeken van de inheemse bewoners die in de vedische cultuur werden opgenomen.
De ontbossing zou volgens Ram Sharan Sharma gebeurd zijn toen rond 1200-1100 v.Chr. meer brandstof nodig was om bronzen en koperen gereedschappen te vervangen door ijzer. In de Rigveda is het gebruik echter nog niet duidelijk: Ayas komt voor in verschillende betekenissen en kan brons, koper of metaal in het algemeen hebben betekend.:190 Ook brachten Amalananda Ghosh en Niharranjan Ray daar tegenin dat ontbossing ook mogelijk was met de al heel lang gebruikelijke vorm van landbewerking door onbegaanbare wildernis plat te branden. Verder ontbreken archeologische aanwijzingen voor ontbossing, die pas in de zestiende en zeventiende eeuw werd ingezet. Dit bracht Makkhan Lal ertoe te stellen dat de invloed van ijzer op ontbossing en het creëren van landbouwoverschotten een mythe is.:253-254

## Mantra-periode
De Kuru's gingen een verbond aan met de Panchala uit het oostelijker gelegen middenland Madhyadesha, wat met Kurukshetra het belangrijkste gebied werd en zo de eerste staat werd van de vedische tijd.:24
Met de trek richting het oosten kwamen de arya in contact met andere volken en de wisselwerking met andere talen droeg ertoe bij dat er Indo-Arische dialecten ontstonden die steeds meer afweken van de mondelinge traditie van de Veda's. De wisselwerking maakte dat enerzijds de Indo-Ariërs een indianisering ondervonden en de inheemse volken (waarvoor nishada mogelijk aanvankelijk een generieke term was) een arianisering en op taalkundig vlak een sanskritisering. De sanskritisering maakte een opwaartse sociale mobiliteit mogelijk van inheemse volken onder Indo-Arisch gezag. Het pastoralisme bleef bestaan en werd aangevuld met naast de cultivatie van gerst (yava) en tarwe (godhuma) de uitgebreide cultivatie van rijst (vrihi). Het is de Atharvaveda uit de mantra-periode waarin de eerste ondubbelzinnige verwijzing naar ijzer is te vinden.:263

### Kuru-reformatie
De Kuru's zetten een reformatie in gang van de rigvedische rituelen naar de śrauta-rituelen, wat de verdere ontwikkeling en canonisering van de Veda's stimuleerde. Hoe dit proces verlopen is, is onduidelijk, omdat er een gat zit tussen de Rigveda en de Maitrayani-Samhita en Katha-Samhita, de vroegste werken van de Yajoerveda, de Veda van de mantra's. Wel is duidelijk dat gedurende deze periode het aantal priesters van zeven afnam naar vier. Elke priester droeg bij offers, wat de uiteindelijke reden is dat de andere drie Veda's ontstonden. Zo werd de Rigveda voorgedragen door de hotar of roeper, de Samaveda door de udgatar of zanger, de Yajoerveda door de adhvaryu of celebrant en de Atharvaveda door de brahman of opperpriester. Omdat de rituelen de macht van de goden in toom hield, name ook het belang van de priesters toe, met name die van de udgatar, waar vooral de hotar van de oude Rigveda wat van zijn invloed kwijtraakte.:266-268
Waar de andere werken er vooral voor de priesters waren, weerspiegelde de inhoud van de Atharvaveda het meest de zorgen van het gewone volk met spreuken om welvaart, kinderen en gezondheid te verwerven.:210

## Brahmanische en Aranyaka-periode

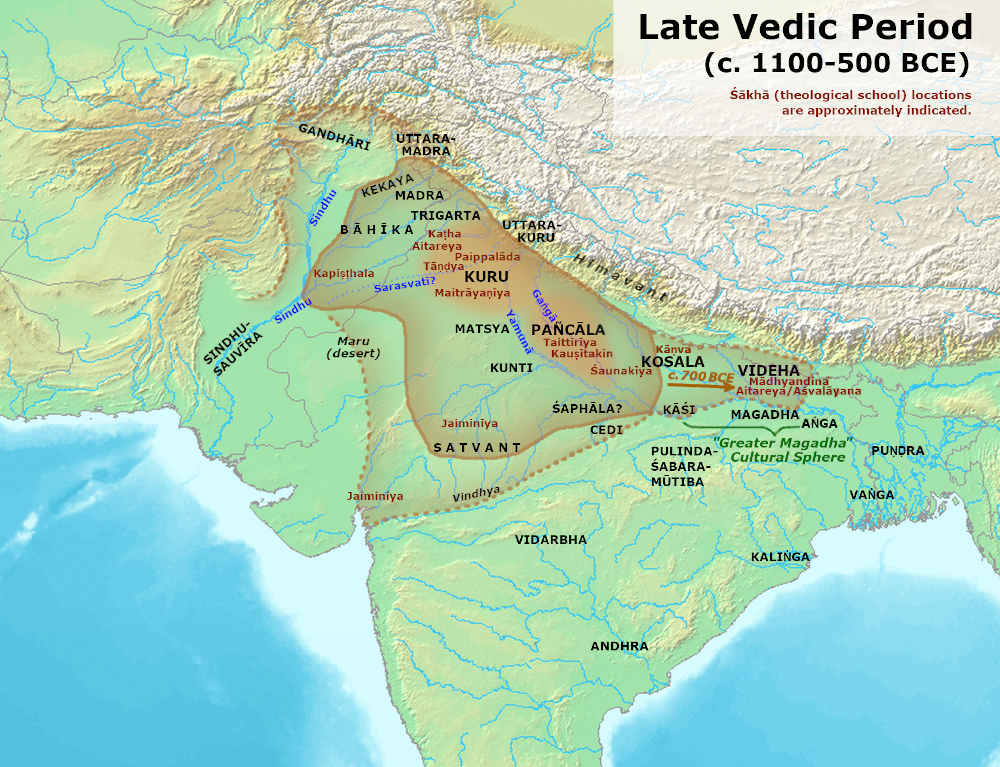
Verspreiding van de vedische cultuur en belangrijkste vedische stammen of proto-staatjes tussen 1100-500 v.Chr.

De Yajoerveda-Samhita laat zien dat de brahmanen en de kshatriya's (de heersers- en krijgersklasse, van kshatra, bestuur, macht) steeds meer een front vormden tegen de vaishya's, shudra's en dasa om hen te exploiteren, zoals de brahmanen zelf schreven. Zo werden uit bestaande sociale klassen strikte varna's gevormd en nam de sociale stratificatie sterk toe. Die veranderingen bleken van groot belang en een deel daarvan is tot in moderne tijden van belang gebleven.
Rond deze tijd was de samenleving semi-sedentair. Er zijn in de painted grey ware-cultuur archeologische aanwijzingen van enkele kleine centra, vooral marktplaatsen. In de Veda's zijn deze niet terug te vinden, mogelijk omdat het niet de brahmanen waren die zich bezighielden met de handel, maar de inheemse bevolking. In deze periode begon een specialisatie op te treden, met houtbewerkers, smeden en wagenmakers. Het vak van wagenmaker (rathakara) was dusdanig belangrijk dat zij zelfs mee mochten doen aan rituelen, iets wat verder alleen voorbehouden was aan tweemaal-geborenen. De rituelen kregen een steeds belangrijker plaats ten opzichte van de offers en deze rituelen werden gedetailleerd vastgelegd in de Brahmana's. Aangezien deze praxis deels ten koste ging van de achterliggende religie, is wel gesuggereerd dat er meer sprake was van orthopraxie dan van orthodoxie.:260 De Brahmana's bevatten ook waarnemingsastronomie en meetkunde. Zo bevat de Shatapatha-Brahmana berekeningen van π en een aanzet tot de stelling van Pythagoras. De veranderingen in rituelen werden mogelijk ingezet door de overgang van een semi-nomadische krijgerssamenleving naar een agrarische samenleving.
Het min of meer vriendschappelijke Kuru-Panchala-verbond eindigde toen de Salva binnenvielen in Kurukshetra, waarna Madhyadesha van de Panchala het middelpunt werd van de Veda's. De naam Panchala suggereert dat deze is samengesteld uit vijf (pancha) stammen, maar dit waren er zes. Volgens de Shatapatha-Brahmana was Panchala de latere naam van de al in de Rigveda genoemde Krivi. Vier andere zijn mogelijk Turvasu, Keshin, Srinjaya en Somaka. De Panchala ontwikkelden de zwarte Yajoerveda met meerdere onderscholen van de shakha Taittiriya. Op de westelijke volken in de Punjab werd dan ook neergekeken, ze werden gezien als buitenstaanders (bahika).
Gedurende deze periode werden nederzettingen niet alleen meer langs de rivieren, maar ook landinwaarts gevestigd. Zuidelijk van de Yamuna kwamen de Matsya en de Satvanta zo binnen de invloedssfeer van de Panchala.
|                         | Vroege vedische tijd | Late vedische tijd |
| ----------------------- | --- | --- |
| Veda's                  | Rigveda | Late Brahmana's en vroege Upanishads |
| Gebied                  | Van de rivier Kabul en de Punjab tot de Yamuna) Ganges                                                                                    | Vrijwel het gehele noorden van India, van de Kabul tot Anga |
| Politieke structuur     | 5 volken met zo'n 50 kleinere stammen die elkaar en inheemse stammen regelmatig bevochten                                                 | De Kuru's en Panchala vormden de kern van 16 janapada's tot Koshala en vooral Videha deze rol overnamen |
| Samenleving             | Stamhoofden (rajan) leiden hun mede-rajanya / kshatriya (adel), vis (volk) en dasa, inheemsen die soms als slaaf werden gehouden          | Een front van kshatriya's-brahmana's om de vaishya's, shudra's en dasa te exploiteren |
| Composities en rituelen | Goden werden uitgenodigd om deel te nemen aan uitgebreide rituelen als het soma-ritueel waar dichters hen prijzen met traditionele hymnen | Oude hymnen werden in sterk gestructureerde rituelen gebruikt, nieuwe dichtwerken in de oude stijl werden niet meer gemaakt. Er werden vooral commentaren voorgedragen die de rituelen toelichten, later gevolgd door de filosofische bespiegelingen van de Upanishads |

De oostelijker gelegen gebieden Koshala en Videha maakten een eigen ontwikkeling door die archeologisch terug is gevonden als de black and red ware-cultuur en de ochre coloured pottery-cultuur die westelijker al eerder vervangen was door de painted gray ware-cultuur. In Koshala en Videha ontwikkelde de witte Yajoerveda zich en werd niet aan vuuroffers gedaan. Ze werden in het westen dan ook als buitenstaanders gezien en brahmanen werden geacht niet naar deze gebieden te trekken. Waarschijnlijk waren dit Indo-Arische stammen die onder druk van de Bharata en Kuru al eerder naar het oosten waren getrokken. Het later zo belangrijke Magadha wordt nauwelijks genoemd in de Veda's, terwijl de Vrijji en Malla nog niet naar het oosten waren getrokken.
De Gangesvlakte bood een nieuwe omgeving. In tegenstelling tot het relatief droge noordwesten van het subcontinent was dit drassige laagland in die tijd nog begroeid met dicht oerwoud. De Satapatha-Brahmana, een tekst die tussen 800-600 v.Chr. moet zijn ontstaan, beschrijft mogelijk brandlandbouw als de god Agni een pad van vuur maakt van west naar oost door de Gangesvlakte, zodat het land voor menselijk gebruik gereed werd.
De arianisering was in het oosten minder ver gevorderd dan in het westen en naast de Indo-Ariërs woonden hier de inheemse Munda en wat Tibeto-Birmanen. Waar andere gebieden een meer monarchische vorm hadden, was dit in het oosten minder doorgedrongen en kwam hier een meer tribale oligarchie voor, de gana-sangha. Van de stammen die de Vrijji-confederatie vormden, waren de Videha mogelijk de enigen die de sanskritisering doorvoerden.
De Videha bevorderden arianisering door inheemse volken voorouders te geven uit de tijd van de Rigveda. Zo werden in de Aitareya-Brahmana onder meer de Pulinda en Mutiba zonen worden gemaakt van Vishvamitra, een van de purohita's uit de lang vervlogen tijden van de Slag van de Tien Koningen. De Shatapatha-Brahmana heeft een stichtingsmythe waarin koning Videgha Mathava bij zijn trek naar Videha begeleid wordt door Gautama Rahugana. Aangekomen bij de rivier de Gandaki zou Mathava door Agni zijn bevolen hem naar de overkant te dragen. In het gebied aan de andere zijde van de rivier zouden zijn afstammelingen later over Videha regeren.:49-50 Dit waren echter allemaal pogingen om de lokale heersers te verbinden met de Rigveda en zo hun status te verhogen en gezag te legitimeren. Zo was Gautama Rahugana een purohita uit de veel vroegere tijd van de Rigveda. Dit gaf Janaka van Videha de mogelijkheid om brahmanen uit het westen uit te nodigen voor zijn debatten (brahmodya's) en om de orthopraxie uit het westen te introduceren. Dit was niet de shankha van het nabijgelegen Panchala, maar die uit het westelijkere Kuru, de vijanden van hun vijanden (prati-pratirajan). De ijver om de śrauta-rituelen goed uit te voeren en de werken volledig over te nemen, maakten van de Shatapatha-Brahmana de meest complete Brahmana. Zo werd het oosten het belangrijkste centrum van de vedische cultuur. De grote hoeveelheid werken van verschillende shakha's die vanuit andere gebieden werden gehaald, conflicteerden nogal eens met elkaar. Dit bracht een behoefte aan opnieuw een canonisering met zich mee en het was in deze periode dat het begrip śruti voor het eerst gebruikt werd en dat er rishi's werden toegewezen aan specifieke Veda's. Waarschijnlijk werden vanaf deze tijd dan ook werken aangeduid als smṛti.:295-297, 303-305, 309-316, 329-331

## Upanishadische periode
Brahmanen gaven de voorkeur aan het platteland en steden (nagara) worden dan ook nauwelijks genoemd in de Veda's, maar aan het einde van de vedische tijd vond de tweede verstedelijking plaats. Rond deze tijd werden stamgebieden (janapada's) samengevoegd tot kleine staatjes (mahajanapada's). Dit alles ging gepaard met verdergaande stratificatie. De nieuwe ideeën die bij deze processen naar voren kwamen, kwamen tot uiting in de Upanishads.:332-335

### Cultuur
De drie belangrijkste kenmerken van de cultuur van de arya vormden zich in de laatste periode:
- Het gebruik van Sanskriet als taal voor riten en hymnen. Na verloop van tijd staan talen bloot aan verandering. Ook in de Veda's is al een verschil tussen de taal van de oudere en nieuwere delen te zien. Uit het Sanskriet van de Veda's waren in het 1e millennium v.Chr. lokale dialecten ontstaan, de zogenaamde prakrits, de voorlopers van de regionale Indische talen zoals het Bengali, Gujarati of Hindi. Priesters werden echter geacht het Sanskriet in de pure vorm uit te spreken. Sanskriet werd een sacrale taal, die deels onbegrijpelijk was voor de bevolking. De priesters (brahmanen) zullen gemerkt hebben dat dit hielp om een indruk op de leek achter te laten.
- Een machtige priesterklasse. Oorspronkelijk, onder semi-nomadische stammen, waren degenen die de vedische teksten mondeling doorgaven nog barden en zieners geweest. In een maatschappij van sedentaire landbouwers is echter behoefte aan meer en ingewikkeldere rituelen en zijn ook meer middelen aanwezig om een priesterklasse, de brahmanen, te onderhouden.
- Een duidelijke sociale hiërarchie. In India komt dit tot uiting in het kastenstelsel. In de wereld van de semi-nomadische arya had elke stam, familie of persoon een bepaalde status, die bepaalde in hoeverre een rol in de religieuze riten gespeeld kon worden. Inheemse, gearyaniseerde stammen hadden een lagere status. De tegenwoordige, rigide kasten ontstonden geleidelijk uit de groeiende sociale hiërarchie van de vedische periode.

### Ontstaan van steden
De omslag naar een sedentair bestaan had grote sociale gevolgen. De grotere hoeveelheid voedsel en middelen die een dergelijk bestaan met zich meebrengt, betekende dat grotere aantallen in dezelfde nederzetting samen konden leven. Binnen deze grotere nederzettingen konden de inwoners zich specialiseren in bepaalde taken of ambachten, wat op zijn beurt een ingewikkeldere sociale hiërarchie tot gevolg had. Niet stam- of familierelaties, maar de woonplek stonden centraal in de identiteit van een dergelijke nederzetting. In de latere teksten onder de Brahmana's worden deze gebieden die een bepaalde stam toebehoren janapada's genoemd (jana betekent stam en pada betekent voet - vrij vertaald het gebied onder de voeten van een stam).:45:51
Met name in de vruchtbare Gangesvlakte was de oogst zo rijk dat uiteindelijk nederzettingen ter grootte van steden konden ontstaan, de tweede urbanisatie na de eerdere Harappacultuur. In steden konden ambachtslieden en priesters zich beter toeleggen op hun traditionele rollen dan eerder het geval was. De ambachten, religie, filosofie, kunst en wetenschap bloeiden op. Belangrijk was de komst van het Brahmischrift, mogelijk in de 6e of 5e eeuw v.Chr., zodat teksten en ideeën voortaan vastgelegd werden in plaats van mondeling doorverteld.
Rond 1000 v.Chr. vormden het noordwesten en de Ganges-Yamunadoab nog Aryavarta, het centrum van de vedische cultuur. Makkhan Lal schatte de bevolkingsgrootte in de Ganges-Yamunadoab op zo'n 52.000 tijdens de OCP-fase, 163.000 tijdens de PGW-fase, 426.000 tijdens de NBPW-fase en 900.000 tijdens de vier eeuwen rond het begin van de jaartelling.:229
Later namen de centrale en oostelijke Gangesvlakte de rol als centrum van de vedische cultuur over.:50 Het drogere Avanti en het tegenwoordige Rajasthan bleven bij deze gebieden achter. De daar levende Yadava's bleven ook in de latere vedische periode een semi-nomadisch pastoraal bestaan leiden.

### Mythologie, religie en filosofie
|                  | Vroege Veda's                       | Upanishads              |
| ---------------- | ----------------------------------- | ----------------------- |
| Teksten          | Veda's met Brahmana's en Aranyaka's | Upanishads              |
| Geloof           | Vele goden                          | Brahman                 |
| Focus            | Deze wereld                         | Spirituele wereld       |
| Primaire waarden | Deugd, succes en plezier            | Verlossing (moksa)      |
| Nadruk op        | Gemeenschap                         | Individuele zoekende    |
| Belangrijk       | Rituelen                            | Kennis                  |
| Belangrijk       | Gebed                               | Meditatie (yoga)        |
| Samsara          | Niet genoemd                        | Fundamenteel probleem   |
| Karma            | Niet belangrijk                     | Essentieel              |
| Bestaan          | Nadruk op pluralisme                | Nadruk op non-dualisme  |
| Bestaan          | Leven is een strijd                 | Geweldloosheid (ahimsa) |
| Zelf             | Dit lichaam en deze geest           | De Atman die Brahman is |
| Goddelijkheid    | Delen in goddelijkheid              | Goddelijk zijn          |
| Universele orde  | Rtam                                | Dharma en karma         |
| Astika-school    | Mimamsa                             | Vedanta                 |

De religie van de vroege vedische periode was gebaseerd op een geloof in de macht van de arya en hun goden. Dit geloof maakte na de omslag naar een sedentaire maatschappij met door specialisatie een grotere ongelijkheid echter plaats voor groeiende onzekerheid en scepticisme. De riten en magie van de Veda's en brahmanen konden deze onzekerheid niet wegnemen. In bijvoorbeeld de laatste mandala van de Rigveda en in de Upanishads wordt openlijk getwijfeld aan het bestaan en de macht van de goden en de magie van de brahmaanse offerriten. In andere samenlevingen ontstonden in gelijke omstandigheden religies die een rechtvaardigheid boden voor het lijden in het hiernamaals. De brahmanen konden hier maar een beperkt antwoord op vinden. Met deze urbanisatie en individualisering ontstond zo een mystieke tegenbeweging van wereldverzaking op zoek naar het innerlijk en verlossing van deze cyclus. De Upanishads brachten een belangrijke revolutie in religieus denken over wat er na de dood gebeurt. Vanaf deze tijd werden samsara, karma en moksa centrale begrippen in de Indische filosofie en religie. Karma, het idee dat iemands daden gevolgen hebben, niet alleen voor het huidige leven, maar ook in volgende levens, was mogelijk afkomstig uit een inheemse traditie uit Groter Magadha.
In verschillende Dharmasoetra's wordt gewaarschuwd tegen de slechte invloed van de stad en wordt brahmanen geadviseerd daar weg te blijven. Tegenover de conservatieve brahmanen uit de dorpen lijkt er echter sprake te zijn van stadse brahmanen die bijdragen aan een verschuiving van het rituele naar het spirituele. De rond 750-500 v.Chr. ontstane Aranyaka's en Upanishads beschrijven de mystieke filosofie van individuele verlichting. De ascetische mystici die deze teksten aanhingen, trokken zich uit de maatschappij terug om in afzondering door meditatie, zelf-immolatie of vasten religieuze inzichten te verkrijgen en verlossing (moksha of nirwana) te bereiken. Centraal staan de concepten van de individuele ziel (atman) en het goddelijke (brahman), waar de ziel mee verbonden is. De mystici verkozen een persoonlijke spirituele zoektocht in plaats van de brahmaanse offercultus.:48-49 Ze zochten hun afzondering vaak in het woud: de naam Aranyaka betekent teksten uit het woud.
Zo vormde de vedische offerreligie zich om, waarbij het offer en het verkrijgen van zonen niet meer de weg naar verlossing was, maar waar atman en brahman een centrale rol speelden.

### Evolutie van bestuur,varnaen huishoudens
De macht en status van een stam hangt in een sedentaire samenleving niet langer af van de hoeveelheid vee in bezit. Het leiderschap overstijgt de stam- en familierelaties en succesvolle leiders heersten niet langer over een stam of groep families en werd de macht van de leider afgemeten aan de hoeveelheid land die hij beheerste.:166 Dit was de basis voor het ontstaan van de eerste staatjes tussen 800 en 500 v.Chr..:50
De kshatriya, de families van de machtigste leiders, vormden samen met de brahmanen een sociale bovenklasse in de sedentaire samenleving. De status van de stamleider berustte bij een nomadisch bestaan op succesvolle rooftochten, waarbij vee op andere stammen werd buitgemaakt. Bij een sedentair bestaan ontleenden leiders hun status meer aan het succesvol uitvoeren van offerrituelen, waartoe alleen brahmanen in staat waren.:164 De brahmanen werden daardoor machtiger en het priesterschap werd erfelijk. De rest van de bevolking, arya met een lagere status zowel als niet-arya, hadden de taak in de behoeftes van de bovenklasse te voorzien. Uit de stammen met een lagere status (vish) ontstond de vaishya-kaste, die bestaat uit boeren en handelaren. Nog lager stonden de shudra en dasa. De dasa komen in de Veda's voor als tegenstanders die door de arya werden onderworpen. De teksten beschrijven ze als verachtelijke, onaantrekkelijke en onbeschaafde lieden met een donkere huidskleur en platte neuzen, die slechts geschikt werden geacht om in dienst van vaishna het land te bewerken. Omdat er ook dasa gevangengenomen werden in conflicten met andere groepen arya, slaat dasa desondanks mogelijk niet op een etnische groep, maar was het de verzamelnaam voor in oorlog gevangengenomen slaven.:51
De macht binnen een janapada lag in handen van de belangrijkste kshattriya-families (rajanya's) die de leider (raja) bijstonden in het bestuur. De leidende families ontvingen tribuut van de boeren en handelaren (vaishya's). Aan het einde van de vedische tijd ontwikkelden zich uit dit systeem de eerste koninkrijken, met een vorst aan het hoofd. De vorst werd meestal verkozen door de stamraad (samiti), met wie hij bij de besluitvorming de macht moest delen. In andere janapada's was de raja slechts een oorlogsleider of het belangrijkste lid van de raad. Er waren ook janapada's die helemaal geen leider of koning hadden en door de raad van familiehoofden zelf bestuurd werden. Qua machtsstructuur waren deze gana-sangha's een soort aristocratische republiekjes,:43 al stelde Witzel dat het zeker geen republieken waren, maar meer tribale oligarchieën.:313
Een belangrijk ritueel was de aswamedha, het paardenoffer. Het paard symboliseerde kracht, viriliteit en de macht van de stamleider. De beschrijving van het aswamedha-ritueel bevat een passage waarin de vrouw van het stamhoofd geslachtsgemeenschap heeft met het offerpaard, wat de viriliteit van het stamhoofd symboliseerde. Later lijkt dit gebruik niet meer te zijn nageleefd. In plaats daarvan werd het paard losgelaten, waarna het gebied waar het doorheen liep door de stam geclaimd moest worden. Als dit al aan een andere stam behoorde, moest deze worden onderworpen. Pas nadat al het land daadwerkelijk geconfisqueerd was, vond het offer zelf plaats. Dit laat zien hoe de perceptie van leiderschap veranderde nadat het seminomadisch voor een sedentair bestaan was verwisseld.
Het koningschap werd ritueel bevestigd door op de Veda's gebaseerde en in de Brahmana's beschreven offerrituelen, die opnieuw het belang van de brahmanen en dan vooral de purohita bevestigden. Tijdens de huldiging werd de goddelijke autoriteit van de raja verleend door het rajasuya-ritueel dat jaarlijks herhaald werd.:44 Volgens de Shatapatha-Brahmana verbond de raja zich met deze rituelen met een Prajapati. Onderdeel van de rituelen waren onder meer de juwelenoffering (ratnahavimshi) en de wagenrennen (vajapeya). De raja van deze periode was echter niet dezelfde als die ten tijde van de Rigveda. Zo was er een verschuiving van een gekozen opvolger naar erfopvolging. Het vajapeya-ritueel zal in eerder tijden mogelijk hebben bepaald wie er raja werd, in later tijden zal het wagenrennen meer ceremonieel zijn geweest met een winnaar die van tevoren bekend was. Zo zal de bali die de raja ontving ook steeds meer een verplicht karakter hebben gekregen en als tribuut zijn gaan fungeren.
De monarchie, de varna's en de veranderingen in het huishouden (grha) ontwikkelden zich in samenhang. Waar de monarchie aanvankelijk slechts een van de mogelijke bestuursvormen was, werd dit de norm in de klassieke periode. Zoals het gezag van de raja bevestigd werd met rituelen, gold dat ook voor het gezag van het gezinshoofd (grhastha of grhapati). Met alle maatschappelijke veranderingen veranderde ook de status van het gezinshoofd. Deze nam een belangrijke plek in met de panca mahayajna, de vijf grote offers. Nu verschoof de voorkeur naar een celibate levensstijl, wat niet zonder slag of stoot ging. Als reactie hierop ontstond het asrama-systeem, waarbij de verschillende levensstijlen als gelijkwaardig worden gezien. Het belang van het worden van een gezinshoofd maakte het huwelijk of vivaha een van de belangrijkste rituelen of samskara.
De arya-samenleving was altijd gebaseerd op patrilineaire afstamming. Dat uitte zich onder meer in de verering van de pitris (vaders), de geesten van de voorouders. Polygynie kwam dan ook meer voor dan polyandrie. In de Rigveda is Vishpala mogelijk een vrouwelijke strijder, maar in toenemende mate werd de positie van de vrouw daarna gezien in relatie tot de man. Enerzijds hemelen de Veda's de vrouw op, maar op andere plekken is haar plaats nooit meer dan die van de shudra en onderdanig aan de man. Latere teksten kennen ook een menstruatietaboe.:204-206

## Overgang naar de klassieke periode (± 500 v.Chr.)

### Mahajanapada's

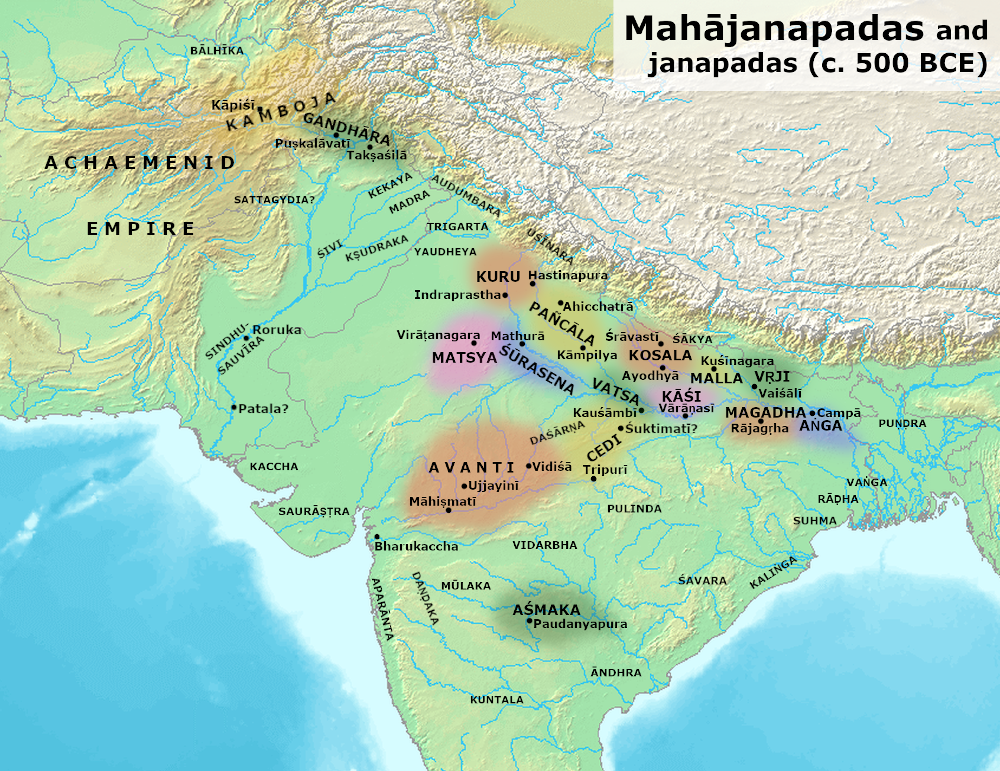
De locatie van de zestien mahajanapada's rond 500 v.Chr.

Aan het einde van de vedische tijd vonden twee belangrijke politieke ontwikkelingen plaats. Ten eerste waren de janapada's door verovering of samensmelting van verbonden van stammen steeds groter geworden. Deze grotere stamverbanden worden mahajanapada's genoemd. In bijvoorbeeld het geval van het koninkrijk Panchala in de centrale Gangesvlakte wijst de naam op de oorsprong in een verbond van vijf stammen (panch betekent vijf). De latere vedische bronnen noemen zestien mahajanapada's, die in de 6e en 5e eeuwen v.Chr. in een band over het noorden van het subcontinent verspreid lagen. Enkele belangrijke rijken waren Gandhara met de hoofdstad Taxila in het noordwesten (tegenwoordig in het noorden van Pakistan), en Koshala en Magadha verder naar het oosten van de Gangesvlakte. De hoofdstad van Koshala, Ayodhya, is waar de Ramayana zich afspeelt. De meest oostelijke van de mahajanapada's was het koninkrijk Anga in de Gangesdelta.
Een tweede, parallelle ontwikkeling was dat de positie van de koning een religieuze aard kreeg en daardoor onaantastbaarder werd. De vorst werd verantwoordelijk gehouden voor het handhaven van de kosmologische orde en vruchtbaarheid van het land. Koning en brahmanen vormden in de late vedische maatschappij de bovenklasse en waren voor behoud van hun dominante positie wederzijds afhankelijk van elkaar. In koninkrijken als Magadha of Koshala was het koningschap in principe erfelijk. De leider kwam echter vaak aan de macht als gevolg van een machtsstrijd binnen de belangrijkste families. Voor zijn legitimiteit was hij afhankelijk van de brahmanen, die door de koningen beloond werden met patronage, land en goederen. Als onderdeel van de machtsovername was de koning verplicht rituele bezoeken aan de belangrijkste familiehoofden te brengen voordat hij de troon kon bestijgen. De gewone bevolking had echter niets in te brengen en was slechts getuige bij de rajasuya waaraan de heerser zijn macht ontleende.:44
Staatjes bestuurd door een raad van leiders (gana-sangha's) waren rond 500 v.Chr. op hun retour, hoewel dergelijke oligarchieën tot ver na de vedische periode voor bleven komen: de Licchhavi's in het oosten van de Gangesvlakte en het tegenwoordige Nepal zijn daarvan een bekend voorbeeld.

### Ontstaan van boeddhisme en jainisme
In de 6e en 5e eeuw v.Chr. ontwikkelde zich uit de mystici en asceten van de Upanishaden en Aryanka's een religieuze stroming tegen het brahmanisme. Deze sramanabeweging of sramanisme verwierp het rigide kastenstelsel, de offercultus en de dominante rol van de brahmanen bij de uitoefening van religie. Uit de beweging ontstonden een aantal nieuwe religies die gingen concurreren met de brahmaanse priesters. Belangrijkste exponenten van de beweging waren Gautama Boeddha, de stichter van het boeddhisme en Mahavira, de stichter van het jainisme. Beide preekten een in essentie atheïstische, ascetische filosofie, die door gemeenschappen van monniken werd vastgelegd en verspreid.
De boeddhistische en jainistische geschriften geven als historische bronnen voor het eerst een duidelijk overzicht over de politieke situatie in het noorden van India. De Boeddha zelf wordt daarom wel als de eerste historische persoon in de Indiase geschiedenis beschouwd. De genoemde gebeurtenissen kunnen bovendien vaak gestaafd worden met passages uit de latere vedische bronnen zoals de Purana's of de Mahabharata.

### De eerste keizerrijken
Dankzij de boeddhistische teksten is veel meer bekend over de politieke gebeurtenissen van de 6e en 5e eeuwen v.Chr. dan over eerdere ontwikkelingen. Tijdens het leven van de Boeddha vonden gebeurtenissen plaats die de aanloop vormden voor het ontstaan van de eerste keizerrijken - staten die door gebiedsuitbreiding zo groot werden dat hun invloed de eigen regio ontsteeg. Dit wordt gezien als het einde van de vedische en begin van de klassieke (imperialistische) periode. Uit de boeddhistische geschriften is bekend dat aan het einde van de 6e eeuw v.Chr. in het koninkrijk Magadha ten zuiden van de Ganges een koning met de naam Bimbisara aan de macht was. Bimbisara ontving de Boeddha een paar maal persoonlijk en bekeerde zich later tot het boeddhisme. Ook Koshala voerde een op gebiedsuitbreiding gerichte oorlog tegen kleinere rijkjes in het noorden, waaronder Shakya, waar de Boeddha vandaan kwam. Door een huwelijk werden Koshala en Magadha verbonden.
Bimbisara's opvolgers volgden een expansionistische politiek en gebruikten nieuwe krijgsmachines als katapulten en gepantserde strijdwagens. Binnen een halve eeuw tijd was gebied van Anga in het oosten tot Avanti in het zuidwesten onder dezelfde heerser verenigd. Magadha was uitgegroeid tot het eerste keizerrijk uit de Indische geschiedenis. Een voor de brahmanen schokkende gebeurtenis was rond 380 v.Chr. de machtsovername door Mahapadma Nanda, de stichter van de kortdurende Nandadynastie. Mahapadma was een laaggeboren shudra en zijn koningschap werd door de brahmanen gezien als een slecht voorteken en een gevolg van het begin van de Kali Yuga, de era van moreel verval. De macht van de kshatriya's was echter doorbroken en de vedische wereldorde werd niet langer gevolgd. Mahapadma wordt soms als de eerste Indiase keizer beschouwd. Hij veroverde het hele noorden van India en zelfs verder gelegen gebieden als Kalinga aan de oostkust van het Indisch Schiereiland.
Het enorme rijk van de Nanda's kon alleen onder de duim worden gehouden en tegen invallen beschermd door een groot staand leger, dat op elk moment ingezet kon worden. De kosten hiervoor maakten het noodzakelijk steeds nieuwe gebieden te veroveren om buit te vergaren. De expansionistische machtspolitiek die hiervoor noodzakelijk was werd beschreven in de Arthashastra. Kautalya leefde in de 4e eeuw v.Chr. en wordt wel de Indiase Machiavelli genoemd. De Nandadynastie werd rond 320 v.Chr. opgevolgd door de Mauryadynastie, die een nog groter gebied bestuurde.:59